# Goniorhynchus marginalis
Goniorhynchus marginalis là một loài bướm đêm trong họ Crambidae.